# Collegio di North Wiltshire
North Wiltshire è stato un collegio elettorale inglese situato nel Wiltshire e rappresentato alla camera dei Comuni del parlamento del Regno Unito. Eleggeva un membro del parlamento con il sistema maggioritario a turno unico; il collegio è stato abolito in occasione della revisione periodica del 2024.

## Estensione
- 1983-1997: il distretto di North Wiltshire.
- 1997-2010: i ward del distretto di North Wiltshire di Allington, Ashton Keynes, Audley, Avon, Box, Bremhill, Brinkworth, Colerne, Corsham, Crudwell, Hill Rise, Hilmarton, Kington Langley, Kington St Michael, Lacock, Lyneham, Malmesbury, Malmesbury Road, Minety, Monkton Park, Neston and Gastard, Nettleton, Park, Pickwick, Purton, Queen's, Redland, St Paul Malmesbury Without, Sherston, Somerford, The Lydiards, Town, Westcroft, Wootton Bassett North e Wootton Bassett South.
- 2010-2024: i ward del distretto di North Wiltshire di Ashton Keynes and Minety, Box, Bremhill, Brinkworth and The Somerfords, Calne Abberd, Calne Chilvester, Calne Lickhill, Calne Marden, Calne Priestley, Calne Quemerford, Calne Without, Colerne, Cricklade, Hilmarton, Kington Langley, Kington St Michael, Lyneham, Malmesbury, Nettleton, Purton, St Paul Malmesbury Without and Sherston, The Lydiards and Broad Town, Wootton Bassett North e Wootton Bassett South.

Il collegio comprendeva la parte settentrionale del Wiltshire, ma escludeva la città orientale di Swindon, che faceva parte del collegio di North Swindon e South Swindon.

## Membri del parlamento dal 1983
| Elezione | Elezione             | Deputato         | Partito          |
| -------- | -------------------- | ---------------- | ---------------- |
|          | 1983                 | Richard Needham  | Conservatore     |
| 1997     | James Whiteside Gray |                  | Conservatore     |
|          | 2024                 | Collegio abolito | Collegio abolito |

## Elezioni

### Elezioni negli anni 2010
| Partito                    | Partito                                   | Candidato                  | Risultati 12 dicembre 2019 | Risultati 12 dicembre 2019 |
| Partito                    | Partito                                   | Candidato                  | Voti                       | %                          |
| -------------------------- | ----------------------------------------- | -------------------------- | -------------------------- | -------------------------- |
|                            | Conservatore                              | James Gray                 | 32 373                     | 59,12                      |
|                            | Lib Dem                                   | Brian Mathew               | 14 747                     | 26,93                      |
|                            | Laburista                                 | Jonathan Fisher            | 5 699                      | 10,41                      |
|                            | Verdi                                     | Bonnie Jackson             | 1 939                      | 3,54                       |
|                            |                                           |                            |                            |                            |
| Iscritti                   | Iscritti                                  | Iscritti                   | 73 283                     | 100,00                     |
| ↳ Votanti (% su iscritti)  | ↳ Votanti (% su iscritti)                 | ↳ Votanti (% su iscritti)  | 54 982                     | 75,03                      |
| ↳ Astenuti (% su iscritti) | ↳ Astenuti (% su iscritti)                | ↳ Astenuti (% su iscritti) | 18 301                     | 24,97                      |
|                            |                                           |                            |                            |                            |
|                            | Esito: collegio confermato a Conservatore |                            |                            |                            |

| Partito                    | Partito                                   | Candidato                  | Risultati 8 giugno 2017 | Risultati 8 giugno 2017 |
| Partito                    | Partito                                   | Candidato                  | Voti                    | %                       |
| -------------------------- | ----------------------------------------- | -------------------------- | ----------------------- | ----------------------- |
|                            | Conservatore                              | James Gray                 | 32 398                  | 60,32                   |
|                            | Lib Dem                                   | Brian Mathew               | 9 521                   | 17,73                   |
|                            | Laburista                                 | Peter Baldrey              | 9 399                   | 17,50                   |
|                            | Verdi                                     | Phil Chamberlain           | 1 141                   | 2,12                    |
|                            | UKIP                                      | Paddy Singh                | 871                     | 1,62                    |
|                            | Indipendente                              | Lisa Tweedie               | 376                     | 0,70                    |
|                            |                                           |                            |                         |                         |
| Iscritti                   | Iscritti                                  | Iscritti                   | 71 405                  | 100,00                  |
| ↳ Votanti (% su iscritti)  | ↳ Votanti (% su iscritti)                 | ↳ Votanti (% su iscritti)  | 53 797                  | 75,34                   |
| ↳ Astenuti (% su iscritti) | ↳ Astenuti (% su iscritti)                | ↳ Astenuti (% su iscritti) | 17 608                  | 24,66                   |
|                            |                                           |                            |                         |                         |
|                            | Esito: collegio confermato a Conservatore |                            |                         |                         |

| Partito                    | Partito                                   | Candidato                  | Risultati 7 maggio 2015 | Risultati 7 maggio 2015 |
| Partito                    | Partito                                   | Candidato                  | Voti                    | %                       |
| -------------------------- | ----------------------------------------- | -------------------------- | ----------------------- | ----------------------- |
|                            | Conservatore                              | James Gray                 | 28 938                  | 57,24                   |
|                            | Lib Dem                                   | Brian Mathew               | 7 892                   | 15,61                   |
|                            | UKIP                                      | Pat Bryant                 | 5 813                   | 11,50                   |
|                            | Laburista                                 | Peter Baldrey              | 4 930                   | 9,75                    |
|                            | Verdi                                     | Phil Chamberlain           | 2 350                   | 4,65                    |
|                            | Indipendente                              | Simon Killane              | 390                     | 0,77                    |
|                            | Indipendente                              | Giles Wareham              | 243                     | 0,48                    |
|                            |                                           |                            |                         |                         |
| Iscritti                   | Iscritti                                  | Iscritti                   | 67 860                  | 100,00                  |
| ↳ Votanti (% su iscritti)  | ↳ Votanti (% su iscritti)                 | ↳ Votanti (% su iscritti)  | 50 556                  | 74,50                   |
| ↳ Astenuti (% su iscritti) | ↳ Astenuti (% su iscritti)                | ↳ Astenuti (% su iscritti) | 17 304                  | 25,50                   |
|                            |                                           |                            |                         |                         |
|                            | Esito: collegio confermato a Conservatore |                            |                         |                         |

| Partito                    | Partito                                   | Candidato                  | Risultati 6 maggio 2010 | Risultati 6 maggio 2010 |
| Partito                    | Partito                                   | Candidato                  | Voti                    | %                       |
| -------------------------- | ----------------------------------------- | -------------------------- | ----------------------- | ----------------------- |
|                            | Conservatore                              | James Gray                 | 25 114                  | 51,57                   |
|                            | Lib Dem                                   | Michael Evemy              | 17 631                  | 36,20                   |
|                            | Laburista                                 | Jason Hughes               | 3 239                   | 6,65                    |
|                            | UKIP                                      | Charles Bennett            | 1 908                   | 3,92                    |
|                            | Verdi                                     | Philip Chamberlain         | 599                     | 1,23                    |
|                            | Indipendente                              | Philip Allnatt             | 208                     | 0,43                    |
|                            |                                           |                            |                         |                         |
| Iscritti                   | Iscritti                                  | Iscritti                   | 66 347                  | 100,00                  |
| ↳ Votanti (% su iscritti)  | ↳ Votanti (% su iscritti)                 | ↳ Votanti (% su iscritti)  | 48 699                  | 73,40                   |
| ↳ Astenuti (% su iscritti) | ↳ Astenuti (% su iscritti)                | ↳ Astenuti (% su iscritti) | 17 648                  | 26,60                   |
|                            |                                           |                            |                         |                         |
|                            | Esito: collegio confermato a Conservatore |                            |                         |                         |

### Elezioni negli anni 2000
| Partito                    | Partito                                   | Candidato                  | Risultati 5 maggio 2005 | Risultati 5 maggio 2005 |
| Partito                    | Partito                                   | Candidato                  | Voti                    | %                       |
| -------------------------- | ----------------------------------------- | -------------------------- | ----------------------- | ----------------------- |
|                            | Conservatore                              | James Gray                 | 26 282                  | 46,88                   |
|                            | Lib Dem                                   | Paul Fox                   | 20 979                  | 37,42                   |
|                            | Laburista                                 | David Nash                 | 6 794                   | 12,12                   |
|                            | UKIP                                      | Neil Dowdney               | 1 428                   | 2,55                    |
|                            | Indipendente                              | Philip Allnatt             | 578                     | 1,03                    |
|                            |                                           |                            |                         |                         |
| Iscritti                   | Iscritti                                  | Iscritti                   | 80 896                  | 100,00                  |
| ↳ Votanti (% su iscritti)  | ↳ Votanti (% su iscritti)                 | ↳ Votanti (% su iscritti)  | 56 061                  | 69,30                   |
| ↳ Astenuti (% su iscritti) | ↳ Astenuti (% su iscritti)                | ↳ Astenuti (% su iscritti) | 24 835                  | 30,70                   |
|                            |                                           |                            |                         |                         |
|                            | Esito: collegio confermato a Conservatore |                            |                         |                         |

| Partito                    | Partito                                   | Candidato                  | Risultati 7 giugno 2001 | Risultati 7 giugno 2001 |
| Partito                    | Partito                                   | Candidato                  | Voti                    | %                       |
| -------------------------- | ----------------------------------------- | -------------------------- | ----------------------- | ----------------------- |
|                            | Conservatore                              | James Gray                 | 24 090                  | 45,50                   |
|                            | Lib Dem                                   | Hugh Pym                   | 20 212                  | 38,17                   |
|                            | Laburista                                 | Joanne Garton              | 7 556                   | 14,27                   |
|                            | UKIP                                      | Neil Dowdney               | 1 090                   | 2,06                    |
|                            |                                           |                            |                         |                         |
| Iscritti                   | Iscritti                                  | Iscritti                   | 78 674                  | 100,00                  |
| ↳ Votanti (% su iscritti)  | ↳ Votanti (% su iscritti)                 | ↳ Votanti (% su iscritti)  | 52 948                  | 67,30                   |
| ↳ Astenuti (% su iscritti) | ↳ Astenuti (% su iscritti)                | ↳ Astenuti (% su iscritti) | 25 726                  | 32,70                   |
|                            |                                           |                            |                         |                         |
|                            | Esito: collegio confermato a Conservatore |                            |                         |                         |

## Risultati dei referendum

### Referendum sulla permanenza del Regno Unito nell'Unione europea del 2016
|             | Collegio        | Lasciare UE % | Rimanere in UE % |
| ----------- | --------------- | ------------- | ---------------- |
|             | North Wiltshire | 50,3%         | 49,7%            |
| Inghilterra | 53,3%           | 46,7%         |                  |
| Regno Unito | 51,9%           | 48,1%         |                  |